# Lady Deathstrike
Lady Deathstrike est une super-vilaine qui apparait dans les comics publiés par Marvel. Elle fait sa première apparition en 1983, dans Daredevil v1 #197 de Bill Mantlo, Sal Buscema, et Chris Claremont. Mais c'est dans Alpha flight #33, en 1986, qu'elle fut révélée sous son identité de Deathstrike par Dennis O'Neil & Larry Hama.

## Origine

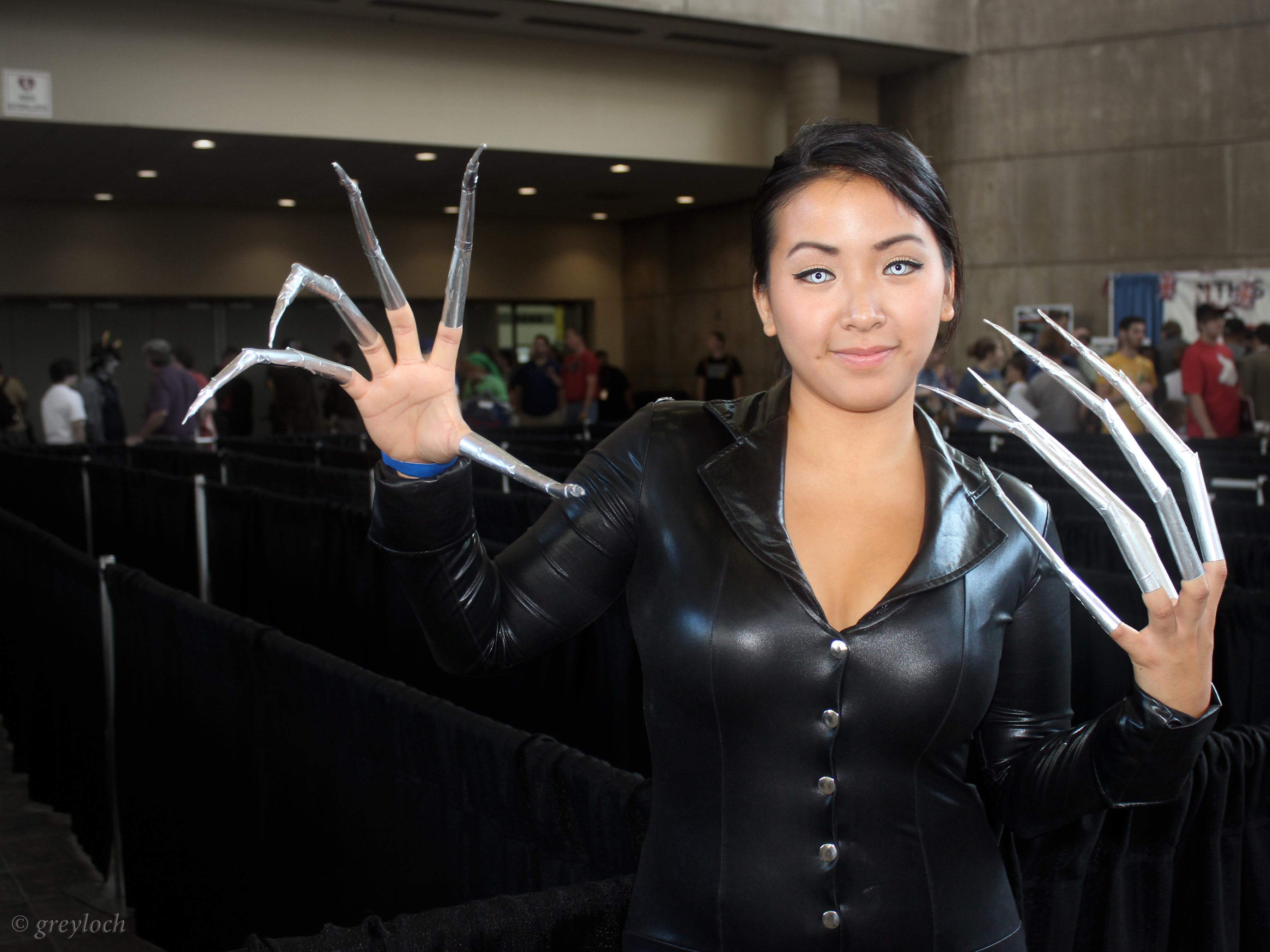
Cosplay de Lady Deathstrike.

Yuriko Oyama est la fille de Kenju Oyama, alias Lord Dark Wind, un puissant seigneur japonais. C'est ce dernier qui mit au point la formule permettant de fixer l'adamantium sur des os humains. Il marqua aussi au fer rouge le visage de sa fille et de ses fils, pour qu'ils lui restent loyaux quoi qu'il arrive. Les frères de Yuriko  furent tués au service de leur père.
Elle voulut libérer son amant Kiro de la servitude qui le liait à Lord Darkwind et chercha l'aide de Daredevil. Elle tua son père, et Kiro se suicida, car il était resté loyal à Lord Darkwind.
Elle chercha à récupérer l'adamantium du squelette de Wolverine, mais échoua à chaque tentative. La première  fois, elle fut vaincue par Vindicator.
Elle engagea Spirale (en) pour transformer son propre corps en machine à tuer, et se fit mercenaire. Elle travailla un temps avec les Reavers.
Quand Wolverine se retrouva sans son squelette d'adamantium, elle le tint à sa merci, mais ne vit aucun honneur à le tuer à ce moment-là.
Récemment, elle combattit Malicia et mutila sévèrement Feu du Soleil.
Elle fut emprisonnée à la suite des évènements de Civil War.
On la revit libre, travaillant pour le compte des Purificateurs, un groupuscule anti-mutants. Dans la poursuite visant Cable, elle affronta un groupe de X-Men mené par Wolverine. Elle fut blessée gravement par X-23.
Plus tard, elle fut stoppée en Australie, où se cachaient les Reavers qui comptaient faire exploser Utopia. Son corps cybernétique gravement touché, elle s'échappa en téléchargeant sa conscience en sécurité, dans un autre corps cloné.

## Pouvoirs
- Les capacités du corps de Yuriko ont été accrues grâce aux membres cybernétiques qui lui ont été greffés. Ses membres bioniques ont accru sa force à un niveau surhumain. De même, son corps, maintenant partiellement robotisée, possède des composants pouvant s'auto-réparer.
- Elle a aussi été équipée de griffes d'Adamantium de 30 cm de long au bout de chacun de ses doigts; les griffes peuvent s'allonger jusqu'à approximativement 65 cm. On pense qu'elle a survécu à l'opération grâce à la magie de Spirale.
- Elle peut aussi communiquer avec les ordinateurs, permettant un accès direct des données à son cerveau.
- C'est une tueuse entraînée connaissant de nombreux arts martiaux. Elle sait aussi se servir de katanas.

## Apparitions dans d'autres médias

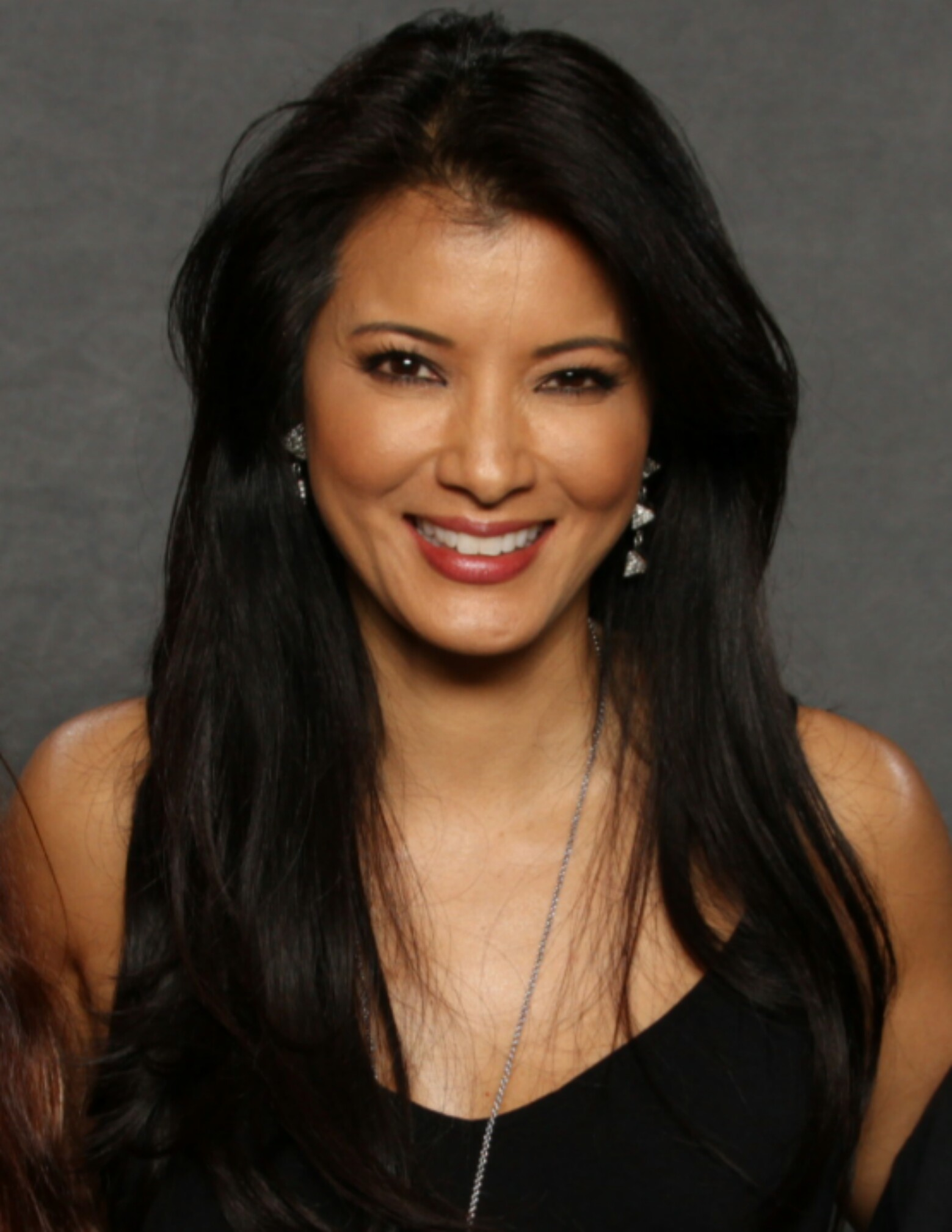
Kelly Hu incarne Lady Deathstrike dans X-Men 2 (2003)

Sauf indication contraire, les informations mentionnées dans cette section peuvent être confirmées par la base de données cinématographiques IMDb,  présente dans la section « Liens externes ».

### Films
Animations
- 2009 : Hulk vs. Wolverine
- 1992 : X-Men (série télévisée d'animation) (Saison 3 Ep.1)

Interprétée par Kelly Hu dans la 1ère trilogie X-Men
- 2003 : X-Men 2 réalisé par Bryan Singer: Contrairement aux comics, le personnage n'est pas un cyborg mais bien une mutante. S'adressant à William Stryker, le  Professeur Xavier lui dit "pour un homme qui n'aime pas les mutants, vous avez de bien curieuses fréquentations" (en parlant de Lady Deathstrike).

Interprété par Jade Lye dans une version rajeunie pour le MCU
- 2024 : Deadpool & Wolverine réalisé par Shawn Levy : plus de 20 ans après sa précédente apparition